# Marsh Harbour
Marsh Harbour är en distriktshuvudort i Bahamas.   Den ligger i distriktet Central Abaco District, i den norra delen av landet, 170 km norr om huvudstaden Nassau. Marsh Harbour ligger 4 meter över havet och antalet invånare är 5 314.
Terrängen runt Marsh Harbour är mycket platt. Havet är nära Marsh Harbour åt nordost. Runt Marsh Harbour är det glesbefolkat, med 10 invånare per kvadratkilometer.. Det finns inga andra samhällen i närheten. 
I omgivningarna runt Marsh Harbour växer i huvudsak blandskog.